# Bob-Weltcup 1984/85
Der Bob-Weltcup 1984/85 war der erste offizielle Weltcup-Wettbewerb der damaligen Fédération Internationale de Bobsleigh et de Tobogganing (FIBT). Er begann am 21. November 1984 auf der Kunsteisbahn im sauerländischen Winterberg und endete nach insgesamt 5 Wettbewerben am 24. Februar 1985 auf der Natureisbahn im schweizerischen St. Moritz im Rahmen der Bob-Europameisterschaften 1985.
Weiterer Saisonhöhepunkt war neben der EM die Bob-Weltmeisterschaft im italienischen Cervinia auf der dortigen Natureisbahn.

## Vorgeschichte
Nachdem es über drei Winter, wobei der erste Wettbewerb wegen Schlechtwetter abgesagt werden musste, einen als Weltcup bezeichneten Einzelwettbewerb auf der Natureisbahn im italienischen Cervinia gegeben hatte, befasste sich die FIBT als letzter internationaler Wintersportverband mit der Ausrichtung eines Weltcup-Wettbewerbs mit mehreren Stationen, so wie er bei den anderen Wintersportverbänden schon teilweise mehrere Jahre üblich war. Von vornherein war die Durchführung des Wettbewerbs durch die geringe Anzahl an vorhandenen Bob-Bahnen und deren aufwändigen Betrieb kein einfaches Unterfangen, was den späten Start erklärt. Im Mai 1984 erklärten jedoch die Bobsportverbände der Bundesrepublik Deutschland, von Österreich, Italien, Jugoslawien und der Schweiz ihr prinzipielles Interesse an der Durchführung von Weltcup-Wettbewerben. Dies führte dazu, dass die FIBT auf ihrem Kongres im Juli 1984 im kanadischen Calgary die Durchführung des Bob-Weltcups zur Wintersportsaison 1984/85 definitiv beschloss. Im November 1984 wurde das Wettbewerbsprogramm veröffentlicht, ein Start in Übersee war zunächst nicht vorgesehen. Integriert wurde der traditionsreiche Nationencup auf den Kunsteisbahnen am Königssee und in Igls, die Europameisterschaft in St. Moritz wurde auch als Weltcup-Veranstaltung gewertet, so dass die Mannschaften aus Übersee auch genügend Möglichkeiten bekamen, Weltcuppunkte zu sammeln.

## Einzelergebnisse der Weltcupsaison 1984/85

### Weltcupkalender
| #  | Datum                            | Land        | Ort        | Wettkampfstätte                     | Anmerkungen     |
| -- | -------------------------------- | ----------- | ---------- | ----------------------------------- | --------------- |
| 1  | 21. November – 25. November 1984 | Deutschland | Winterberg | Veltins-Eisarena                    |                 |
| 2  | 1. Dezember – 2. Dezember 1984   | Jugoslawien | Sarajevo   | Olympia Bob- und Rodelbahn Trebević | nur Zweierbob   |
| 3  | 29. Dezember – 30. Dezember 1984 | Deutschland | Königssee  | Kunsteisbahn Königssee              | nur Zweierbob   |
| 4  | 5. Januar – 6. Januar 1985       | Österreich  | Igls       | Olympia Eiskanal Igls               | nur Viererbob   |
| WM | 19. Januar – 27. Januar 1985     | Italien     | Cervinia   | Bobbahn Breuil-Cervinia             |                 |
| 5  | 16. Februar – 24. Februar 1985   | Schweiz     | St. Moritz | Olympia Bob Run St. Moritz–Celerina | gleichzeitig EM |

### Weltcupergebnisse
| 1. Weltcup in Winterberg, 16. November 1984 – 21. November 1984 | 1. Weltcup in Winterberg, 16. November 1984 – 21. November 1984      | 1. Weltcup in Winterberg, 16. November 1984 – 21. November 1984          | 1. Weltcup in Winterberg, 16. November 1984 – 21. November 1984 | 1. Weltcup in Winterberg, 16. November 1984 – 21. November 1984 |
| --------------------------------------------------------------- | -------------------------------------------------------------------- | ------------------------------------------------------------------------ | --------------------------------------------------------------- | --------------------------------------------------------------- |
| Disziplin                                                       | Erster Platz                                                         | Zweiter Platz                                                            | Dritter Platz                                                   |                                                                 |
| Zweierbob                                                       | SowjetunionZintis Ekmanis Nikolai Schirow                            | SowjetunionWjatscheslaw Schtschawlew Alexander Makarenko                 | DDRDetlef Richter Steffen Grummt                                |                                                                 |
| Viererbob                                                       | SchweizSilvio Giobellina Heinz Stettler Urs Salzmann Rico Freiermuth | Vereinigtes KönigreichNick Phipps Robert Thorne Paddy Bredin Alan Cearns | SchweizHans Hiltebrand Urs Hollenstein Ralf Ott Meinrad Müller  |                                                                 |

| 2. Weltcup in Sarajevo, 1. Dezember 1984 – 2. Dezember 1984 | 2. Weltcup in Sarajevo, 1. Dezember 1984 – 2. Dezember 1984 | 2. Weltcup in Sarajevo, 1. Dezember 1984 – 2. Dezember 1984 | 2. Weltcup in Sarajevo, 1. Dezember 1984 – 2. Dezember 1984 | 2. Weltcup in Sarajevo, 1. Dezember 1984 – 2. Dezember 1984 |
| ----------------------------------------------------------- | ----------------------------------------------------------- | ----------------------------------------------------------- | ----------------------------------------------------------- | ----------------------------------------------------------- |
| Disziplin                                                   | Erster Platz                                                | Zweiter Platz                                               | Dritter Platz                                               |                                                             |
| Zweierbob                                                   | Vereinigte StaatenJeff Jost Hal Hoye                        | SchweizFranz Weinberger Dani Hitz                           | RumänienDoran Degan Costel Petrariu                         |                                                             |
| Viererbob                                                   | kein Wettbewerb                                             | kein Wettbewerb                                             | kein Wettbewerb                                             |                                                             |

| 3. Weltcup in Königssee, 29. Dezember 1984 – 30. Dezember 1984 | 3. Weltcup in Königssee, 29. Dezember 1984 – 30. Dezember 1984 | 3. Weltcup in Königssee, 29. Dezember 1984 – 30. Dezember 1984 | 3. Weltcup in Königssee, 29. Dezember 1984 – 30. Dezember 1984 | 3. Weltcup in Königssee, 29. Dezember 1984 – 30. Dezember 1984 |
| -------------------------------------------------------------- | -------------------------------------------------------------- | -------------------------------------------------------------- | -------------------------------------------------------------- | -------------------------------------------------------------- |
| Disziplin                                                      | Erster Platz                                                   | Zweiter Platz                                                  | Dritter Platz                                                  |                                                                |
| Zweierbob                                                      | Matthias Trübner Ingo Voge                                     | Roland Wetzig Bodo Ferl                                        | Harry Bahr Peter Roch                                          |                                                                |
| Viererbob                                                      | kein Wettbewerb                                                | kein Wettbewerb                                                | kein Wettbewerb                                                |                                                                |

| 4. Weltcup in Igls, 5. Januar 1985 – 6. Januar 1985 | 4. Weltcup in Igls, 5. Januar 1985 – 6. Januar 1985               | 4. Weltcup in Igls, 5. Januar 1985 – 6. Januar 1985 | 4. Weltcup in Igls, 5. Januar 1985 – 6. Januar 1985     | 4. Weltcup in Igls, 5. Januar 1985 – 6. Januar 1985 |
| --------------------------------------------------- | ----------------------------------------------------------------- | --------------------------------------------------- | ------------------------------------------------------- | --------------------------------------------------- |
| Disziplin                                           | Erster Platz 1                                                    | Zweiter Platz 1                                     | Dritter Platz                                           |                                                     |
| Zweierbob                                           | kein Wettbewerb                                                   | kein Wettbewerb                                     | kein Wettbewerb                                         |                                                     |
| Viererbob                                           | ÖsterreichFranz Paulweber Horst Tutzer Robert Hertz Günter Kaspar | DDRHarry Bahr Georg Lorenz Ludwig Jahn Peter Roch   | DDRMatthias Trübner Bodo Ferl Matthias Legler Ingo Voge |                                                     |

| Weltmeisterschaften in Cervinia, 19. Januar 1985 – 27. Januar 1985 | Weltmeisterschaften in Cervinia, 19. Januar 1985 – 27. Januar 1985 | Weltmeisterschaften in Cervinia, 19. Januar 1985 – 27. Januar 1985 | Weltmeisterschaften in Cervinia, 19. Januar 1985 – 27. Januar 1985   | Weltmeisterschaften in Cervinia, 19. Januar 1985 – 27. Januar 1985 |
| ------------------------------------------------------------------ | ------------------------------------------------------------------ | ------------------------------------------------------------------ | -------------------------------------------------------------------- | ------------------------------------------------------------------ |
| Disziplin                                                          | Erster Platz                                                       | Zweiter Platz                                                      | Dritter Platz                                                        |                                                                    |
| Zweierbob                                                          | Wolfgang Hoppe Dietmar Schauerhammer                               | Detlef Richter Steffen Grummt                                      | Zintis Ekmanis Nikolai Schirow                                       |                                                                    |
| Viererbob                                                          | DDRBernhard Lehmann Ingo Voge Matthias Trübner Steffen Grummt      | DDRDetlef Richter Bodo Ferl Dietmar Jerke Matthias Legler          | SchweizSilvio Giobellina Heinz Stettler Urs Salzmann Rico Freiermuth |                                                                    |

| 5. Weltcup und Europameisterschaften in St. Moritz, 11. Februar 1985 – 24. Februar 1985 | 5. Weltcup und Europameisterschaften in St. Moritz, 11. Februar 1985 – 24. Februar 1985 | 5. Weltcup und Europameisterschaften in St. Moritz, 11. Februar 1985 – 24. Februar 1985 | 5. Weltcup und Europameisterschaften in St. Moritz, 11. Februar 1985 – 24. Februar 1985 | 5. Weltcup und Europameisterschaften in St. Moritz, 11. Februar 1985 – 24. Februar 1985 |
| --------------------------------------------------------------------------------------- | --------------------------------------------------------------------------------------- | --------------------------------------------------------------------------------------- | --------------------------------------------------------------------------------------- | --------------------------------------------------------------------------------------- |
| Disziplin                                                                               | Erster Platz                                                                            | Zweiter Platz                                                                           | Dritter Platz                                                                           |                                                                                         |
| Zweierbob                                                                               | Zintis Ekmanis Wladimir Alexandrow                                                      | Wolfgang Hoppe Dietmar Schauerhammer                                                    | Hans Hiltebrand Meinrad Müller                                                          |                                                                                         |
| Viererbob                                                                               | SchweizSilvio Giobellina Heinz Stettler Urs Salzmann Rico Freiermuth                    | DDRWolfgang Hoppe Roland Wetzig Ingo Voge Dietmar Schauerhammer                         | SchweizHans Hiltebrand Meinrad Müller Ralph Ott Urs Leuthold                            |                                                                                         |

## Weltcupstände

### Gesamtstand im Zweierbob der Männer
| Rang | Bobpilot         | Land                   | Punkte |
| ---- | ---------------- | ---------------------- | ------ |
| 1.   | Anton Fischer    | BR Deutschland         | 43     |
| 2.   | Nick Phipps      | Vereinigtes Königreich | 40     |
| 3.   | Hans Hiltebrand  | Schweiz                | 37     |
| 4.   | Detlef Richter   | DDR                    | 35     |
| 4.   | Matthias Trübner | DDR                    | 35     |
| 6.   | Rob Geurts       | Niederlande            | 34     |
| 7.   | Václav Vrchovský | Tschechoslowakei       | 33     |
| 7.   | Franz Weinberger | Schweiz                | 33     |
| 9.   | Jan Sieber       | Tschechoslowakei       | 32     |
| 10.  | Jeff Jost        | Vereinigte Staaten     | 29     |

### Gesamtstand im Viererbob der Männer
| Rang | Bobpilot          | Land                   | Punkte |
| ---- | ----------------- | ---------------------- | ------ |
| 1.   | Jeff Jost         | Vereinigte Staaten     | 47     |
| 2.   | Nick Phipps       | Vereinigtes Königreich | 43     |
| 3.   | Silvio Giobellina | Schweiz                | 40     |
| 4.   | Hans Hiltebrand   | Schweiz                | 37     |
| 5.   | Franz Paulweber   | Österreich             | 35     |
| 6.   | Detlef Richter    | DDR                    | 34     |

### Gesamtstand in der Kombination der Männer
| Rang | Bobpilot          | Land                   | Punkte |
| ---- | ----------------- | ---------------------- | ------ |
| 1.   | Jeff Jost         | Vereinigte Staaten     | 84     |
| 2.   | Anton Fischer     | BR Deutschland         | 83     |
| 2.   | Nick Phipps       | Vereinigtes Königreich | 83     |
| 4.   | Hans Hiltebrand   | Schweiz                | 74     |
| 5.   | Detlef Richter    | DDR                    | 69     |
| 6.   | Matthias Trübner  | DDR                    | 67     |
| 7.   | Silvio Giobellina | Schweiz                | 58     |